# Georg Michael Wittman
Georg Michael Wittmann (22 (23?) Janeiro de 1760, perto de Pleistein, Oberpfalz, Baviera – 8 de março de 1833, em Ratisbona) foi um prelado alemão da Igreja Católica.

## Vida
Ele estudou primeiro com os jesuítas, depois com os beneditinos em Amberg (1769-1778) e na Universidade de Heidelberg (1778-9). Em 21 de dezembro de 1782, foi ordenado sacerdote e, depois de trabalhar na paróquia de Kenmath, Kaltenbrunn e Miesbrunn, tornou-se professor e subregens no seminário diocesano de Ratisbon em 1788 e regens em 1802. A partir de 1804 ele também foi pastor da catedral.
Em 1829 foi nomeado bispo auxiliar de Ratisbona e consagrado bispo titular de Comana. Em 1830, quando o coadjutor Johann Michael Sailer se tornou ordinário de Ratisbona, Wittmann foi nomeado seu vigário-geral; e após a morte de Sailer foi nomeado bispo de Ratisbona, 1 de julho de 1832, mas morreu antes de sua preconização.
Ele exerceu influência sobre os candidatos (mais de mil e quinhentos) que preparou para o sacerdócio durante os quarenta e cinco anos de vínculo com o seminário. Com seu zelo, caridade e vida exemplar, ele conquistou o afeto e a estima de todos. Ele foi enterrado na catedral de Ratisbona, onde um monumento foi erguido em sua memória por Conrad Eberhard.

## Trabalho
Suas principais obras literárias são:
- "Principia catholica de sacra Scriptura" (Ratisbon, 1793)
- "Annotationes in Pentateuchum Moysis" (Ibid., 1796)
- "De horarum canonicarum utilitate morali" (Augsburg, 1801)
- "Anmahnung zum Colibate" (sl, 1804; Ratisbon, 1834)
- "Confessarius pro aetate juvenili" (Sulzbach, 1832).

Wittmann também preparou com Feneberg uma tradução do Novo Testamento (Nuremberg, 1808; última edição, Sulzbach, 1878). Por algum tempo, ele se valeu dos serviços da Protestant Bible Society of London para divulgar sua tradução entre o povo, mas em 1820 cortou todas as relações com essa sociedade.